# Terremoto de Constantinopla de 1509
El terremoto de Constantinopla de 1509 o históricamente el 'Día del Juicio Menor' ocurrió en el Mar de Mármara el 10 de septiembre de 1509 alrededor de las 22:00. El terremoto tuvo una magnitud estimada de 7,2 en la escala de magnitud de onda superficial. Un tsunami y cuarenta y cinco días de réplicas siguieron al terremoto. El número de muertos de este terremoto es poco conocido, con estimaciones en el rango de 1.000 a 13.000.

## Fondo
El Mar de Mármara es una cuenca de separación formada en una curva de liberación en la Falla de Anatolia del Norte, una falla de deslizamiento lateral derecho. Esta zona local de extensión ocurre donde este límite de transformación entre la Placa de Anatolia y la Placa de Eurasia avanza hacia el norte al oeste de Izmit desde la Falla de Izmit hasta la Falla de Ganos. El patrón de fallas dentro de la cuenca del Mar de Mármara es complejo, pero cerca de Estambul hay un solo segmento de falla principal con una curva pronunciada. Hacia el oeste, la falla tiene una tendencia oeste-este y es de tipo de deslizamiento puro. Hacia el este, la falla tiene una orientación noroeste-sureste y muestra evidencia de movimiento tanto normal como de deslizamiento. El movimiento en esta falla, que limita con la cuenca de Çınarcık, fue la causa más probable del evento de 1509.

## Daños
El área de daño significativo se extendió desde Çorlu en el oeste hasta Izmit en el este. Galata y Büyükçekmece también sufrieron graves daños. En Constantinopla, 109 mezquitas fueron completamente destruidas, mientras que la mayoría de las que quedaron en pie sufrieron daños en sus minaretes. Mientras se derrumbaron 1070 casas, 49 torres a lo largo de las murallas de Constantinopla también se derrumbaron o sufrieron daños. La mezquita Bayezid II recién construida resultó gravemente dañada; la cúpula principal fue destruida y un minarete se derrumbó. La mezquita de Fatih sufrió daños en sus cuatro grandes columnas y la cúpula se partió. El terremoto también dañó la Fortaleza Rumeli, la Fortaleza Anadolu, el Castillo Yoros en Anadolu Kavağı y la Torre de la Doncella. La Gran Mezquita de Hagia Sophia sobrevivió casi ilesa, aunque un minarete se derrumbó. Dentro de la mezquita, el yeso que había sido utilizado para cubrir los mosaicos bizantinos dentro de la cúpula se desprendió, revelando las imágenes cristianas.
El número de muertos y heridos es difícil de estimar, con diferentes fuentes dando cuentas que varían de 1.000 a 13.000. Se cree que algunos miembros de la dinastía otomana murieron en este terremoto. Las réplicas continuaron durante 45 días después del terremoto y la gente no pudo regresar a sus hogares durante dos meses. Los turcos otomanos sintieron que había llegado el día del juicio final. De hecho, el terremoto fue tan destructivo para Constantinopla que los historiadores se refirieron a él como "Kıyamet-i Sugra" o "Pequeño Día del Juicio Final".

## Secuelas
El terremoto supuestamente fue predicho por un monje griego anónimo del Monasterio de Santa Catalina en el Sinaí mientras estaba presente en la corte del sultán. Las interpretaciones europeas de la época vieron el terremoto como una especie de castigo, un castigo de Dios impuesto a los turcos por tomar las armas contra los cristianos europeos. De manera similar, el sultán Bayezid II lo vio como un castigo de Dios, sin embargo, atribuyó el castigo a las malas acciones de sus ministros. La residencia del sultán, el Palacio de Topkapı, no resultó dañada, pero el dormitorio de Bayezid II se derrumbó por el temblor, y el sultán solo se salvó por el hecho de que había dejado sus aposentos solo unas horas antes. Después de permanecer durante diez días en una tienda instalada en el jardín del palacio, Bayezid II se fue a vivir a la antigua capital de Edirne.
El Consejo Imperial Otomano se reunió después del terremoto y tomó decisiones para lidiar con los efectos del desastre. Se decidió reconstruir Constantinopla y se tomaría un impuesto adicional de 22 akçe de cada hogar para la tarea. Posteriormente, se lanzó una iniciativa de todo el imperio para reconstruir la ciudad. Decenas de miles de trabajadores, albañiles y carpinteros fueron llevados a Estambul desde Anatolia y Rumelia. A partir del 29 de marzo de 1510, las obras de construcción en la ciudad se realizaron apresuradamente y se completaron el 1 de junio de 1510.

## Características

### Terremoto
Por el área y la intensidad de la sacudida, se ha estimado una ruptura de falla de 70 km. Las sacudidas importantes ocurrieron en intervalos de media hora y fueron de naturaleza violenta y prolongada, lo que obligó a los residentes a buscar refugio en parques y plazas abiertos. Se dijo que las réplicas continuaron durante 18 días sin causar más daños, sin embargo, retrasaron la reconstrucción en algunas áreas.

### Tsunami
En algunas fuentes se menciona un tsunami con una altura de más de 6 metros, pero en otras se descarta. En la cuenca de Çınarcık se ha reconocido un lecho de turbidita cuya deposición coincide con la fecha del terremoto.